# شامه‌توک
شامه‌توک (به لاتین: Şəmətük) یک منطقهٔ مسکونی در جمهوری آذربایجان است که در شهرستان آستارا واقع شده است.

## جمعیت
شامه‌توک ۴۶۲ نفر جمعیت دارد.

## ریشه واژه
شامه یا شام در زبان تالشی به‌معنی علف‌زار بی درخت در کنار رودخانه، اَ به‌عنوان پسوند پیونددهنده و توک به‌معنی شالی و شلتوک است و معنای کامل آن شالیزار و علف‌زار بی‌درخت در کنار رودخانه است.